# コンノートプレイス
座標: 北緯28度37分58秒 東経77度13分11秒 / 北緯28.63278度 東経77.21972度
コンノートプレイス（英語: Connaught Place、ヒンディー語: कनॉट प्लेस、パンジャーブ語: ਕਨਾਟ ਪਲੇਸ、ウルドゥー語: کناٹ پلیس）は、インドのデリーにある経済、商業、ビジネス、ショッピングの中心的なエリア。CPと省略されることもよくある。

## 概要
このエリアには、インドの企業の本社も多くある。名称はコノート公爵（Duke of Connaught and Strathearn）にちなむ。1929年に建設が開始され、1933年に完成した。今日のデリーで最も活気のある商業地区であるが、所有権、乱雑で行き当たりばったりの開発、渋滞などの問題が生じている。また交通の要衝でもあり、デリーメトロの中心駅があり、市内各方面へのバスが発着する。

## ギャラリー

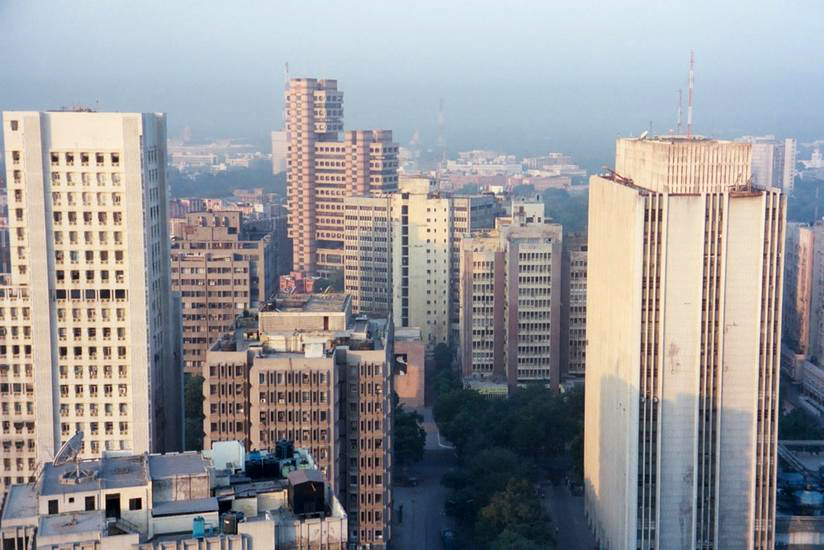
コンノートプレイスのスカイライン
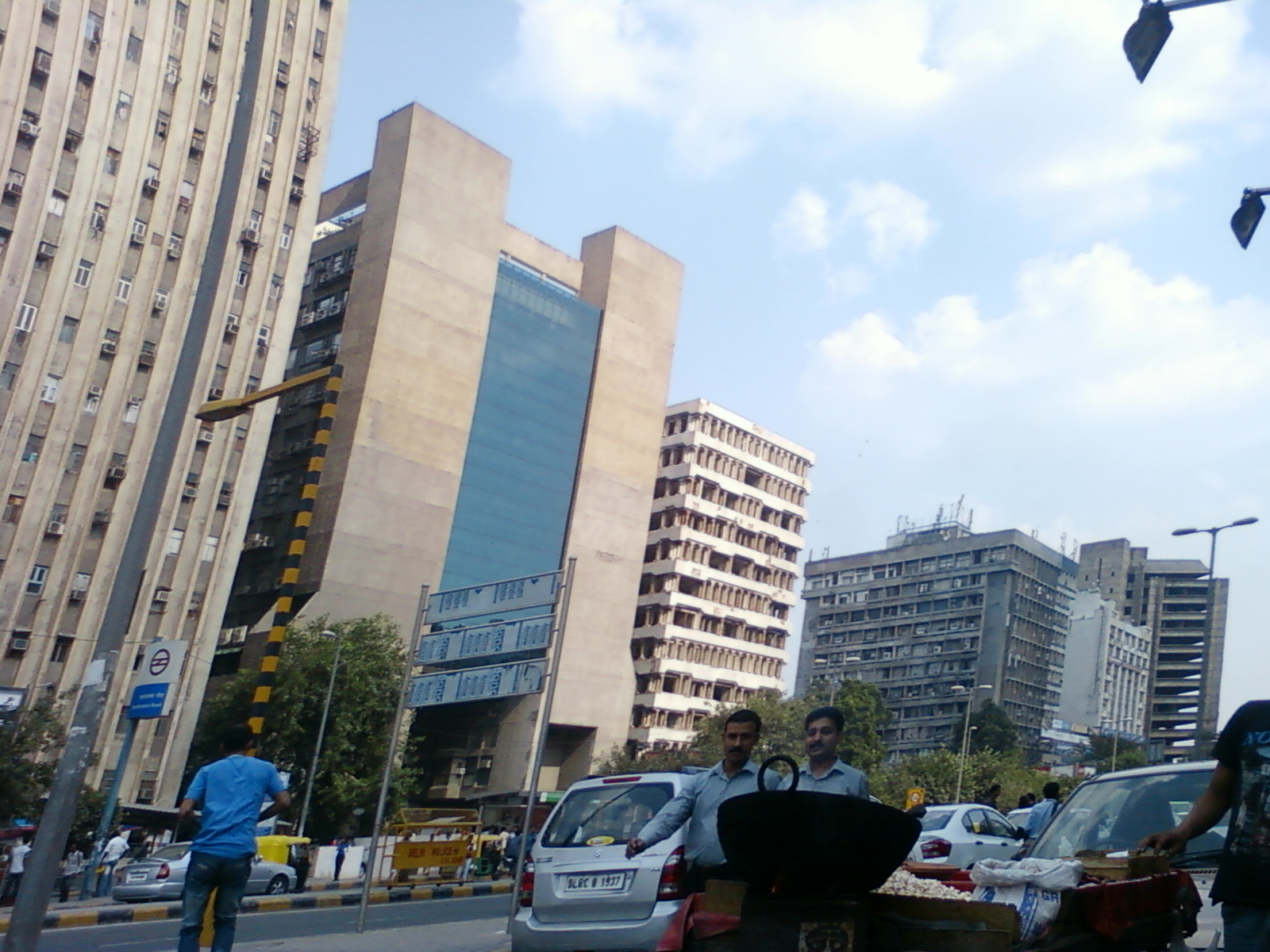
コンノートプレイスのビル群
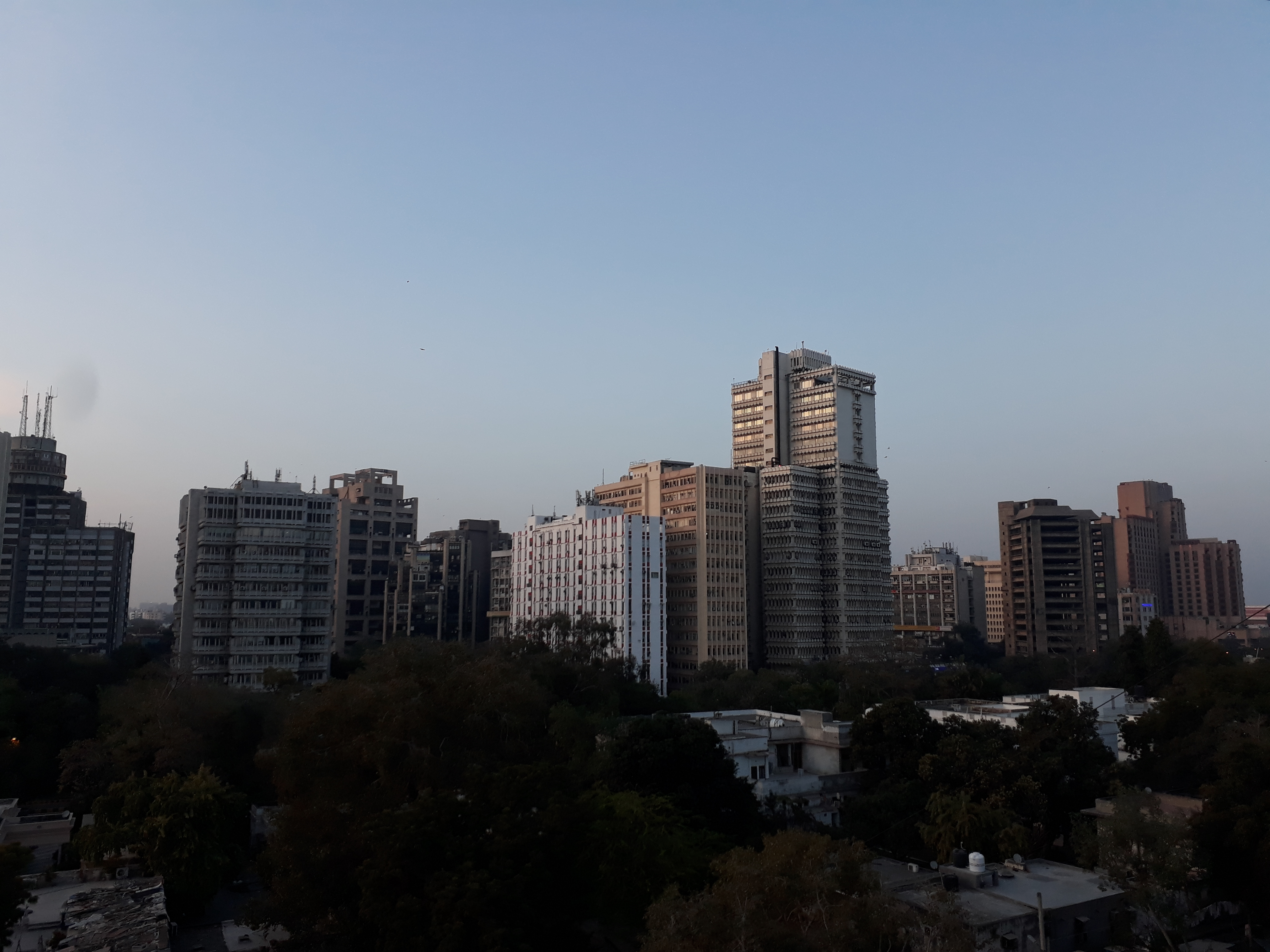
ネループレイス
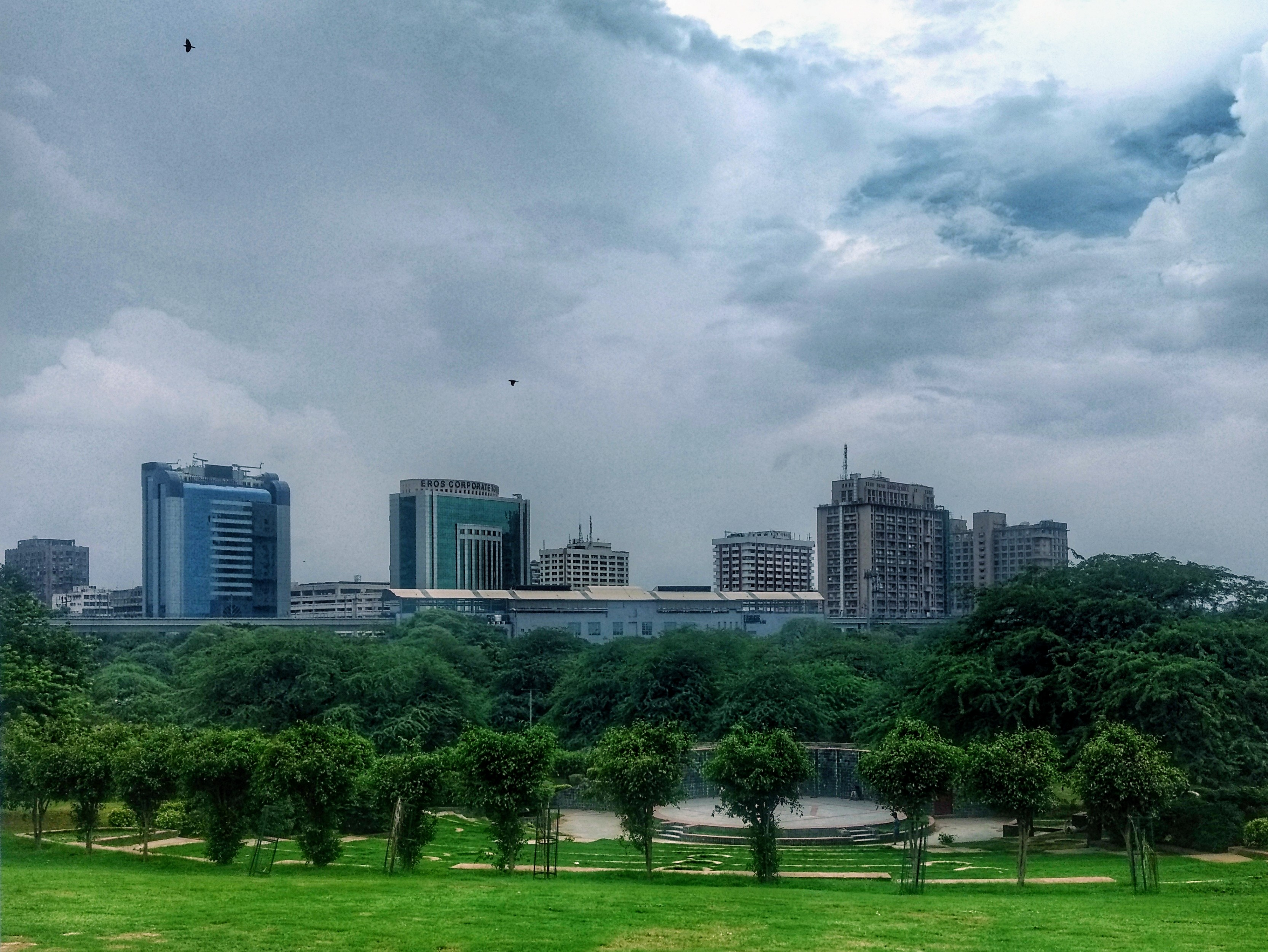
ネループレイス
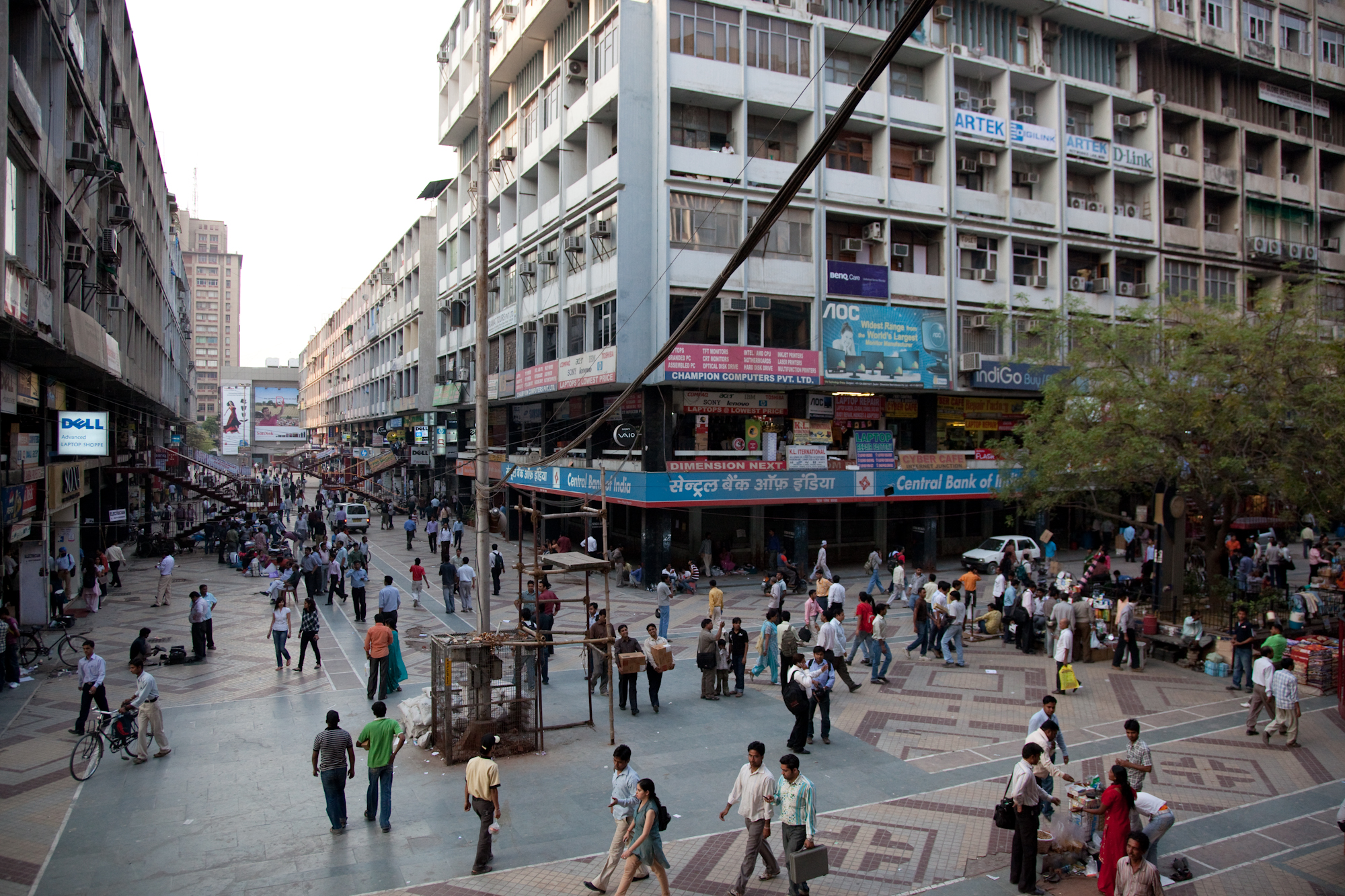
ネループレイスの繁華街
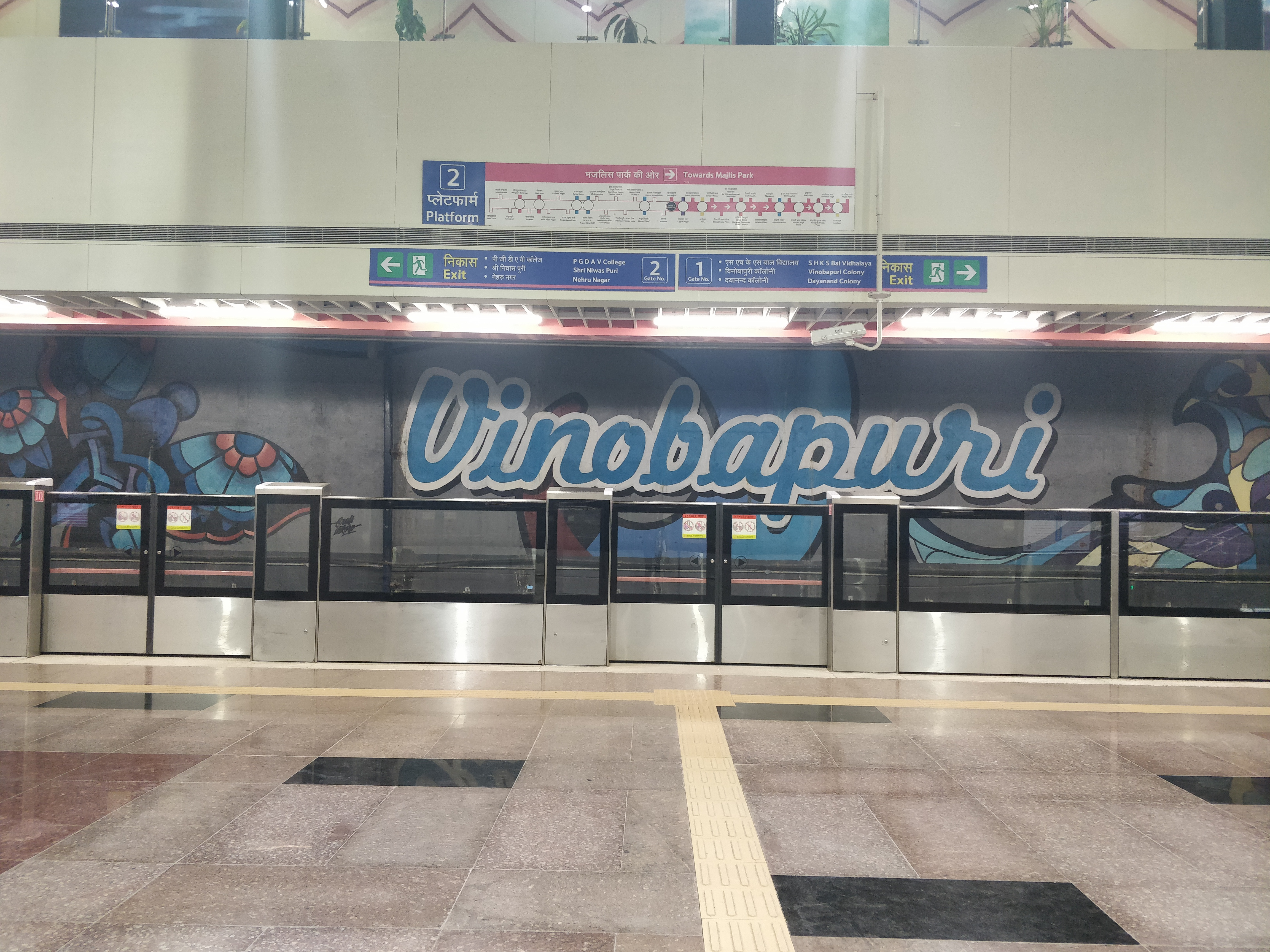
ヴィノバプリメトロ駅
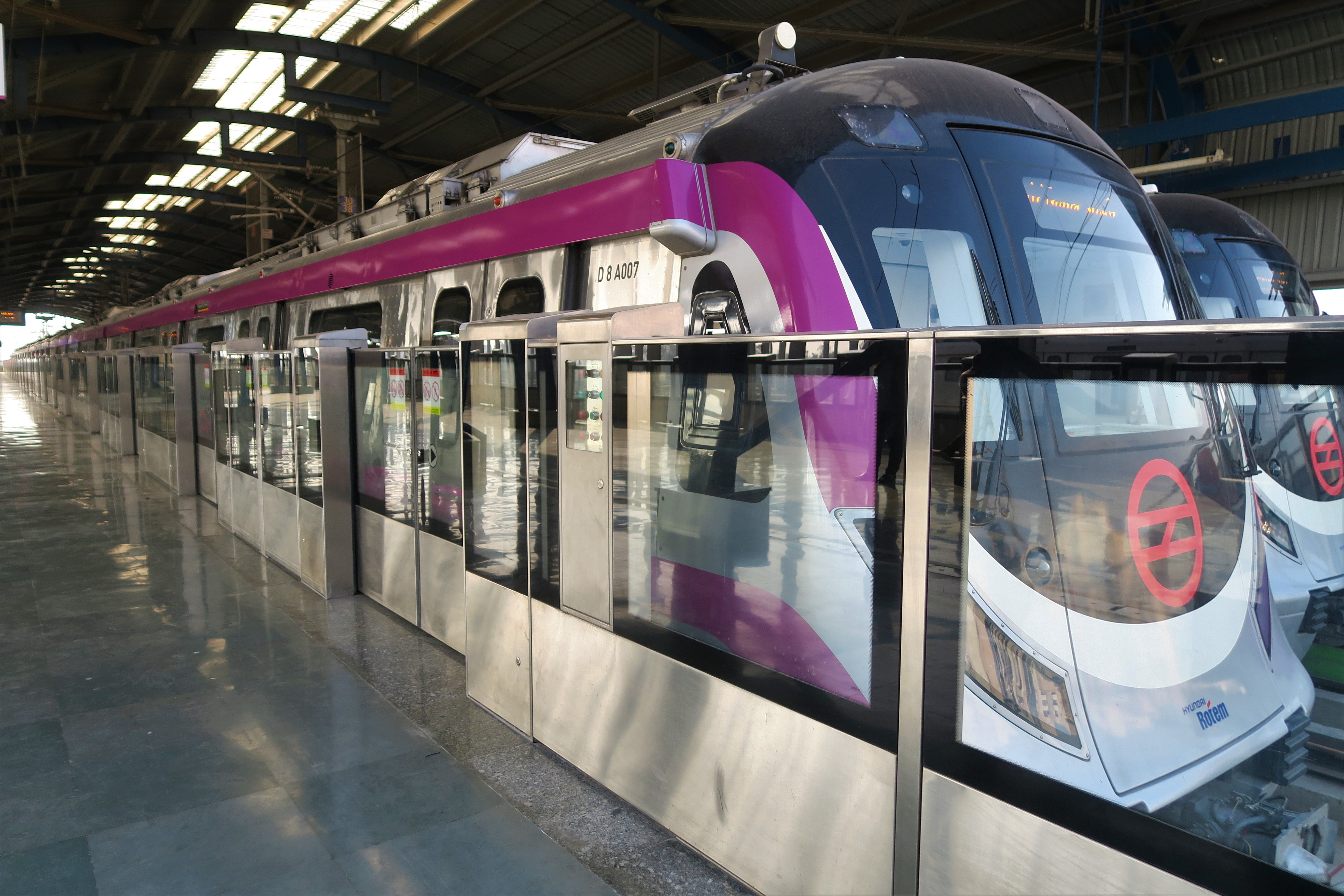
デリー･メトロ地下鉄 マゼンタライン
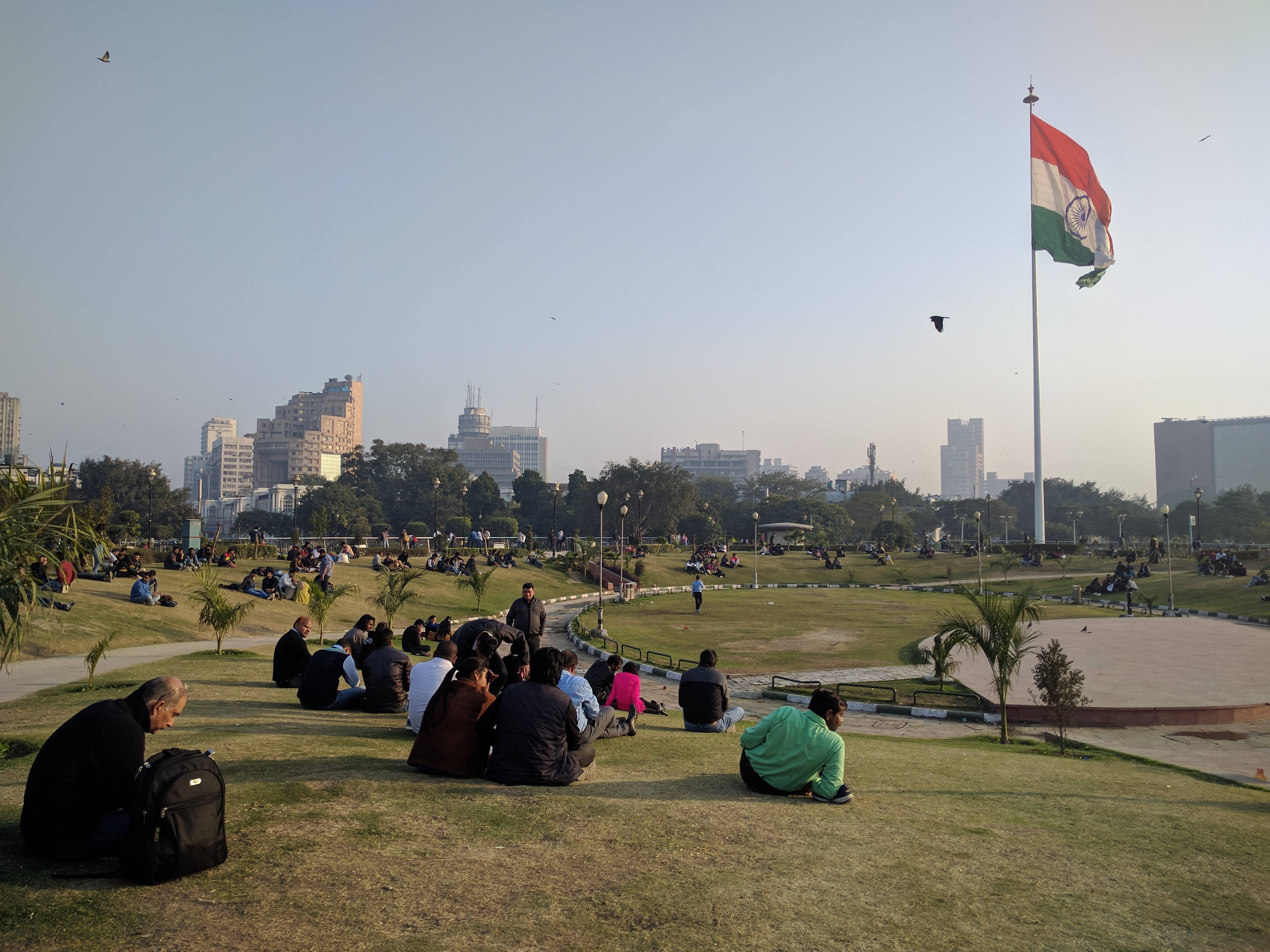
セントラルパーク
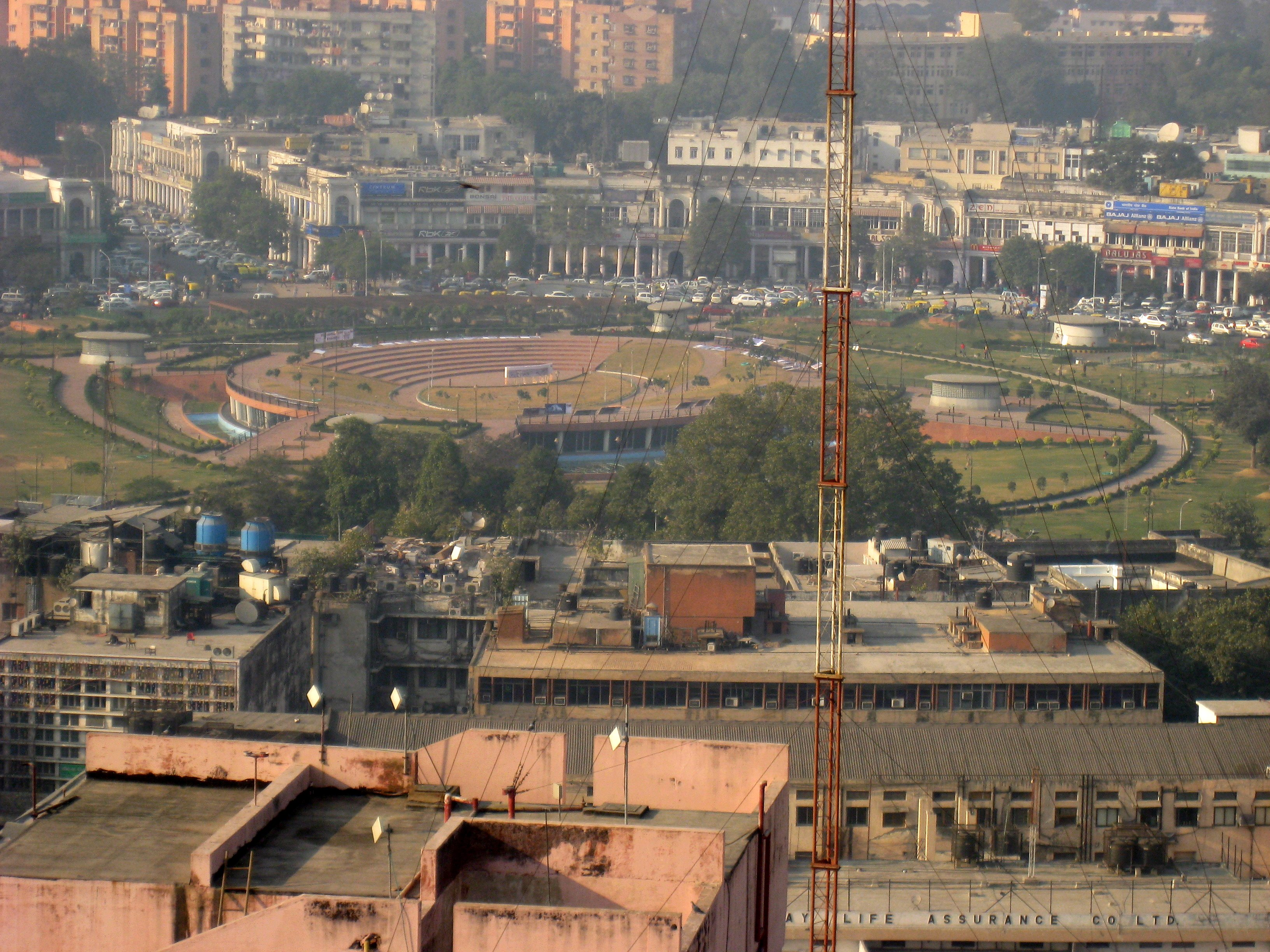
セントラルパーク